# Mikael Gustafsson
Mikael Jarl-Olof Gustafsson, detto Micke (Dragsfjärd, 6 marzo 1966), è un politico svedese, europarlamentare per il Partito della Sinistra dal 2011 al 2014.

## Biografia
Esponente del Partito della Sinistra, dal 1998 al 2008 è stato consigliere comunale di Tyresö.
Dal settembre 2011 è eurodeputato, in sostituzione di Eva-Britt Svensson, dimessasi per motivi di salute. Ha preso anche il suo posto come presidente della commissione per i diritti della donna e l'uguaglianza di genere, divenendo il primo e finora unico presidente maschio di tale commissione.